# .nr
.nr es el dominio de nivel superior geográfico (ccTLD) para Nauru.